# Gurone
Gurone (IPA: /guˈroˈne/; Gürun IPA: /güˈrun/ in dialetto varesotto) è una frazione del comune di Malnate, in provincia di Varese, in Lombardia. Dista 8,5 chilometri dal capoluogo e si affaccia sulla Valle Olona.

## Geografia fisica

### Territorio
Gurone, parte integrante della regio Insubrica e della regione agraria n. 4 - Colline di Varese, sorge su una zona morenica di origine glaciale ed è situato nella parte meridionale del comune di appartenenza. A Gurone si trova anche il punto più basso del comune di Malnate (i Mulini di Gurone) che consiste in un'altitudine di 282 metri sul livello del mare.

#### Idrografia

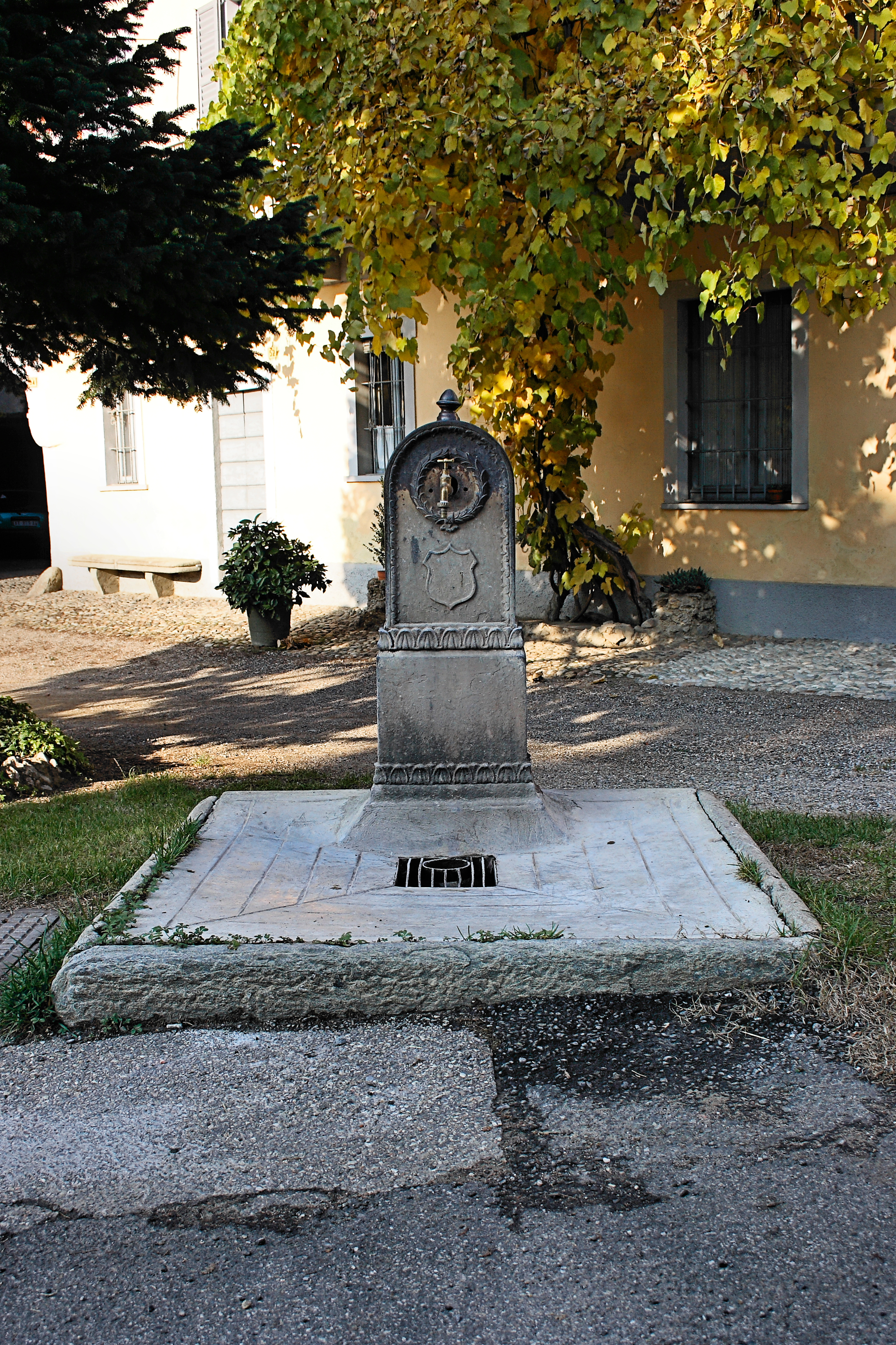
L'unica fontanella tuttora esistente si trova ai mulini.

Grazie ad una falda acquifera poco profonda ed alle sue numerose sorgenti un tempo disponibili lungo tutto il territorio meridionale ed orientale della località, l'abbondanza idrica è sempre stata un elemento tanto comune da permettere (fino agli anni cinquanta), la presenza di cinque fontanelle da cui attingervi l'acqua. A partire dagli anni sessanta e con la conseguente diffusione della rete idrico-urbana, l'utilizzo di queste sorgenti è stato ridotto fino alla definitiva chiusura o bonifica.

#### Composizione geologica
Come buona parte delle zone circostanti, nei punti più bassi della valle dell'Olona è piuttosto diffusa la presenza di depositi di argilla risalenti all'epoca del quaternario ed al ghiacciaio che scendeva dal Ceresio. Risalendo la Valle Olona ed osservandone la forma infatti, se ne può riconoscere il caratteristico aspetto di una valle glaciale.

La collina sottostante alla frazione si è formata nel Miocene ed i suoi versanti sono ricoperti dai sedimenti morenici (ciottoli, ghiaia e sabbia), risalenti alla glaciazione Riss, un fenomeno avvenuto nel Pleistocene. Questi ultimi, come la parte in sommità della zona collinare su cui sorge l'abitato furono ricoperti dai terricci depositatisi durante l'ultima era diluviale.

#### Delimitazione del territorio

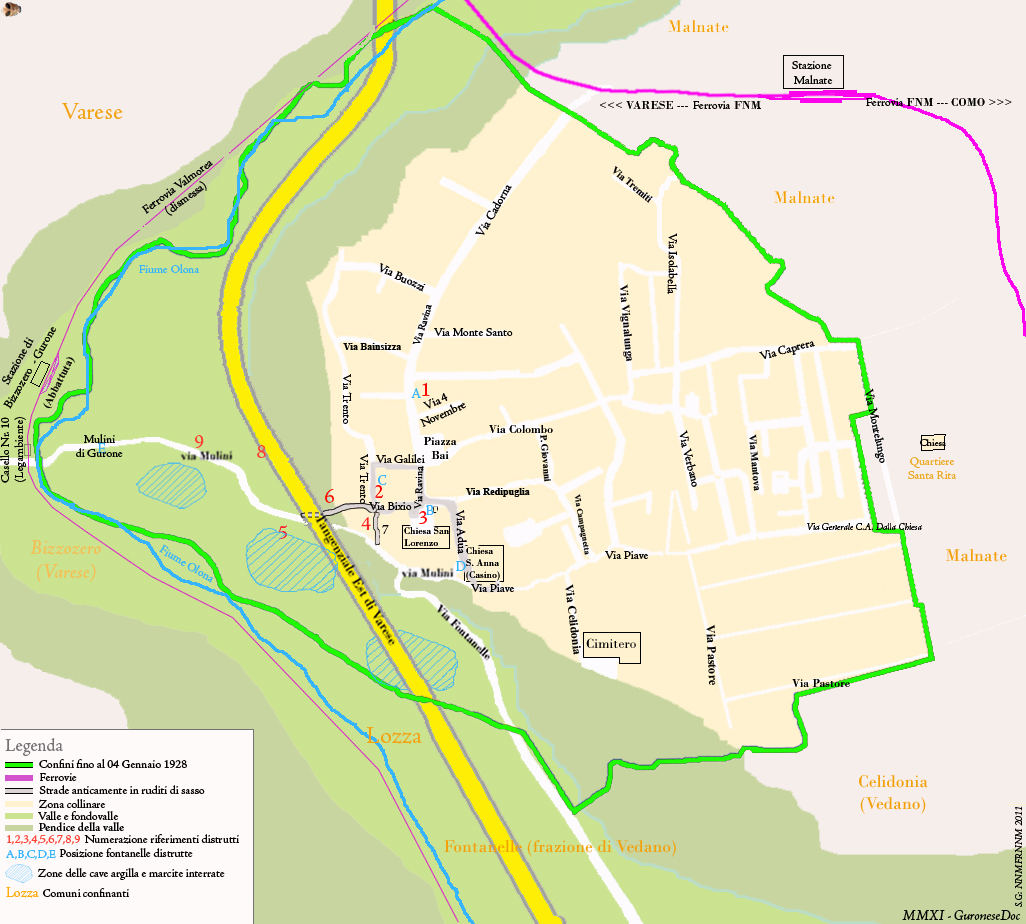
Mappa del Comune di Gurone (1928) con l'aggiunta delle vie attuali e riferimenti alle architetture distrutte.
Le fontane da cui attingere l'acqua erano locate:
Sulla strada sottostante al municipio (A), il dato nord dell'antica chiesa (B), l'attuale numero 6 di via Trento (C), la facciata ovest della chiesa di Sant'Anna (D), lo spiazzo antistante ai mulini (E). Quest'ultima è ancora esistente.

Risalendo alle carte del vecchio Comune di Gurone, la frazione incontra il confine di Varese e della sua frazione di Bizzozero nel versante occidentale e quello di Vedano Olona, compresa la sua frazione di Fontanelle, nel lato meridionale. Sempre nel lato meridionale (all'incirca in corrispondenza della diga a vasche di laminazione realizzata nel 2009), Gurone confina con il comune di Lozza per circa 200 metri.
Mentre nei confronti di questi ultimi i confini di Gurone sono ancora riconducibili alla presenza del fiume Olona (il confine occidentale) ed alla campagna a nord di Vedano Olona denominata "Celidonia" (il confine meridionale), al giorno d'oggi, ed a causa dell'intensa urbanizzazione che a partire dagli anni settanta ha caratterizzato tutto il territorio dell'attuale comune, i vecchi confini settentrionali ed orientali di Gurone sono pressoché indistinguibili se non cercando di ricondurli alla demarcazione di alcune delle vie cittadine ed alla (spesso erronea illusione) della presenza del tratto ferroviario delle FNM, in quanto (e ad eccezione del tratto nord-occidentale), l'antico confine nord-orientale consisteva all'incirca nelle attuali vie comunali di Caprera (fino all'incorcio con via Montelungo), via Isolabella e l'ipotetica prosecuzione della via Isole Tremiti fino al termine della via Luigi Cadorna, per poi ripartire dalla via Montelungo e proseguirla in un'ipotetica linea retta che possa raggiungere la parte occidentale di via Pastore, a sua volta già confine della zona industriale di Malnate con la campagna a nord del torrente Quadronna (la già citata Celidonia).

Di quest'ultima poi e per individuare la parte più meridionale del confine è necessario discendere il ciglio della cava di sabbia e raggiungere la via Fontanelle, attraversarla e dirigersi infine verso ovest fino a raggiungere il fiume Olona.

### Fauna e flora
Seppur nel centro abitato sia ormai difficile trovare qualche testimonianza dell'esistenza di vita selvatica una volta esclusa l'ovvia presenza di uccelli comuni come passeri e pettirossi a cui si aggiungono rondini e rondoni nella stagione estiva o qualche corvo nel periodo invernale, è osservando tra le zone della valle che si può riscoprire quanto la natura della frazione sia ancora viva ed incontaminata.

#### Forme animali

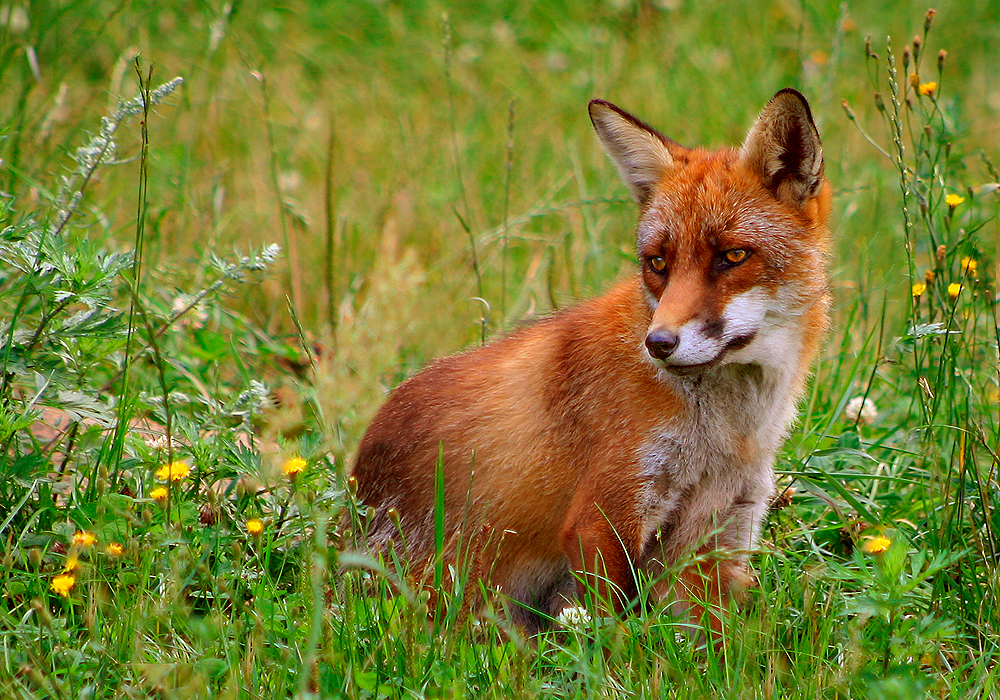
Una volpe rossa.

Del regno animale infatti, nei boschi lungo il fiume e sulle pendici della valle sono piuttosto diffuse le lepri ed i conigli, così com'è presente la volpe rossa, lo scoiattolo, il riccio ed alcuni tipi di topo selvatico mentre, camminando tra i prati delle zone più asciutte, in certi periodi dell'anno si possono osservare i cumuli di terra che indicano la presenza delle talpe.
Tra gli uccelli diurni, sono altrettanto diffusi gli esemplari tipici della zona, come i merli, le poiane, i fringuelli, le cornacchie, i cuculi e gli usignoli, spesso riconoscibili anche dai loro caratteristici canti. Gufi, allocchi e chirotteri sono invece tra le specie notturne.
Nei corsi d'acqua, oltre alla presenza di specie anfibie come rane, rospi e salamandre, sembrano essere tornati i vaironi e, quando l'Olona scorre calmo, si può intravedere qualche piccola trota. Un dato importante se si pensa che fino ai primi anni ottanta gli scarichi schiumosi e maleodoranti delle industrie sorte lungo il suo corso lo avevano reso il fiume più inquinato d'Italia!

#### Forme vegetali

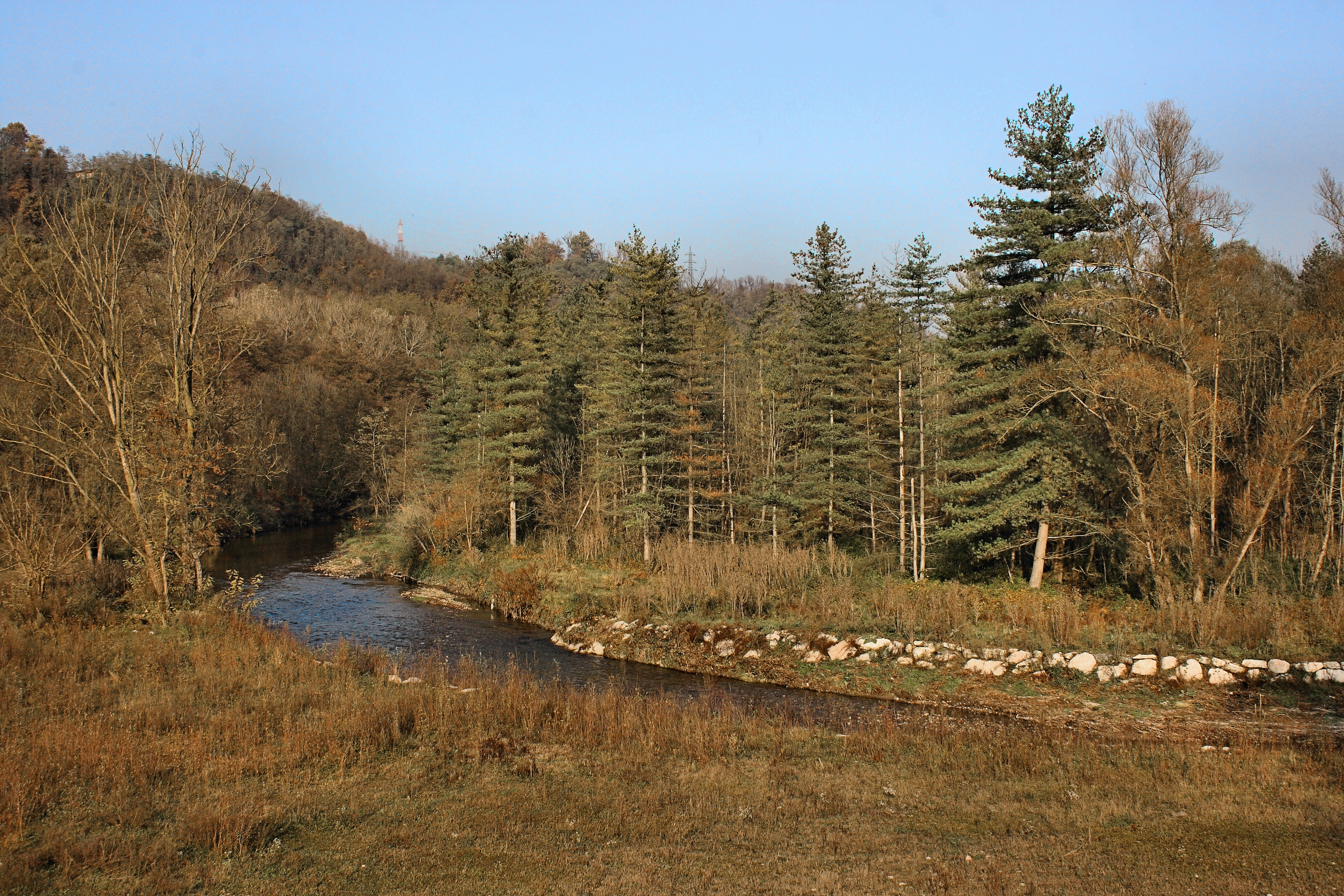
Il fiume Olona nei pressi dei mulini.

Tra le zone paludose e ricoperte dalla vegetazione spontanea, vari tipi di mazzesorde si alternano con gli esemplari più comuni di equiseti e felci, fra cui la felce aquilina e la "matteuccia" che, a seconda della presenza di acqua nel sottosuolo, si mischiano con alberi di piccolo fusto come salici e sambuchi, biancospini e ciliegi selvatici.

In primavera il sottobosco è caratterizzato dalla presenza di primule, mughetti, anemoni nemorose, campanellini, scille e narcisi, mentre durante il resto della bella stagione oltre ai sempreverdi agrifoglio e pungitopo si possono cercare i ciclamini tra le zone più in ombra e scorgere le bocche di leone, i myosotis e la celidonia, queste ultime prediligenti le zone soleggiate e gli anfratti formatisi tra i muri e le rocce. Nel sottobosco crescono anche alcune specie commestibili come le more di rovo e le fragole di bosco, i funghi (chiodini, russole e mazze di tamburo) e l'erba cipollina.

Delle piante ad alto fusto invece, in valle si trovano ancora le querce ed faggi che, mescolandosi tra frassini e tigli, sembrano voler contrastare l'infestante ed omnipresente robinia, e quasi a voler proteggere un gruppo di abeti rossi cresciuti sulla piana antistante al fiume. Nella zona più a sud infine, sopravvive il genere betullaceo a cui appartengono gli ontani, i carpini ed i noccioli.

### Clima
Gurone ha un clima di tipo sub-continentale fatto di estati calde e moderatamente piovose e con un'umidità sempre molto elevata. Gli inverni sono freddi e con varie settimane di gelo che a volte si alternano a giorni di neve e pioggia.

Nel periodi autunnali o primaverili è spesso presente la nebbia che, ulteriormente favorita dalla presenza dell'acqua, affigge soprattutto le aree boschive della valle.

In genere e nonostante la posizione geografica sia sottostante alle Prealpi Svizzere ed a quelle varesine, la ventilazione sulle aree abitate è piuttosto scarsa (in quanto protette dai pianori retrostanti) e l'isola di calore che si forma ne rende le temperature più elevate rispetto alle valli circostanti.

Nella classificazione climatica il centro abitato è situato in zona E, 2634 GG.

### Sismicità
Classificazione sismica: zona 4 (sismicità molto bassa)

## Origini del nome
Non esistono precisi riferimenti sull'origine del nome ma, riflettendo su ciò che ha sempre riferito la tradizione orale, si consideri che, giunti al termine del restringimento della valle che parte dal ponte della ferrovia FNM (sito in Malnate) e proseguendo oltre la prossimità dei mulini della frazione, ci si accorgerebbe dell'aprirsi di un'ampia valle che, allargandosi fino a lambire le zone abitate di Vedano Olona e Lozza, torna a restringersi soltanto in prossimità del comune di Castiglione Olona.

A traduzione del termine italiano "gola" (inteso come stretta valle in cui passare) al più probabile termine insubre "gora" e considerando le usanze popolari spesso solite a dare il nome ad una località dopo aver preso spunto dalle sue caratteristiche geografiche, si può pensare alla possibile aggiunta dell'accrescitivo "one" e spiegare così l'etimologia del nome: "Gorone" ne avrebbe di certo descritto il luogo se fosse stata usata l'antica lingua del tardo Medioevo ma, e valutandone l'origine insubrica dei suoi abitanti, se ne può trarre in Gurone la descrizione di quell'"ampia gora".

## Storia

### Riferimenti dei primi documenti dell'epoca medievale
Non si hanno notizie certe dell'esistenza del paese negli anni antecedenti al X secolo d.C. ma esiste la testimonianza di un atto di vendita che cita l'anno 1109 e che ne indica la località con il nome di "Guironi" e come facente parte di Bizzozero.
Dagli atti di vendita di alcuni terreni fondiari stesi durante il XIII secolo, ne risulta una cessione territoriale dove, nell'anno 1229, alcune famiglie nobili del circondario fanno acquisti nella zona e, tra questi documenti, viene citato il nome di "Guironio" come località situata "tra Malnate e Besozalo" mentre nel 1538, e dagli atti di vendita di una serie di diritti, ne risulta che l'imperatore Carlo V diede vita al feudo della Fraccia Superiore di Varese, zona che comprendeva anche l'attuale nome "Gurone".
Originariamente le antiche abitazioni del paese furono costruite sul ciglio opposto della valle che lo separava dal comune e dalla curia di appartenenza (Bizzozero), a quei tempi il paese più vicino e già titolare di un parroco situato sull'altro versante della valle sottostante e lì sotto, al centro della valle e sulla sponda orientale del fiume Olona vi sorse un mulino ad acqua, in seguito indicato come "Molino di Bizzozero" e luogo in cui, scendendo nella valle attraverso un'antica strada, anche gli antichi guronesi si recavano per macinarvi le farine.

### Il primo comune (1635-1809)
Gurone diventa per la prima volta un comune del Ducato di Milano il 17 febbraio 1635 e la sua prima composizione territoriale ne risulta già contenuta nei compartimenti dello stesso Ducato e tra cui, in uno avente data 1751, vi è specificato il passaggio territoriale del Molino dal comune di Bizzozero a quello di Gurone. Gurone nel 1755 contava 320 abitanti e di cui 280 comunicati.
Nel 1797, anno della costituzione della Repubblica Cisalpina, Gurone viene inserito nel dipartimento del Verbano (avente come capoluogo Varese) ed in cui ne risultò appartenere come facente parte dell'XI dipartimento. Nel 1798, dopo l'abolizione del suddetto dipartimento (soppresso per ragioni economico-amministrative) Gurone divenne parte del XVIII distretto del dipartimento d'Olona. Gurone, nell'anno 1797 contava 303 abitanti.
Si hanno notizie dell'arruolamento di cittadini di guronesi che, nel gennaio 1799, partirono verso il fronte per contrastare il ritorno degli austriaci e, dopo la caduta della Prima Repubblica Cisalpina, se ne hanno ancora del ritorno di Gurone sotto il XVII distretto di Varese della Seconda Repubblica Cisalpina (1801).
Nel 1809, e con decreto del 4 novembre ebbe termine l'esistenza del comune di Gurone il quale, ed a seguito dell'aggregazione dei comuni del dipartimento del Lario, venne aggregato al comune di Bizzozero, nel cantone I di Varese del distretto II di Varese. Gurone a quei tempi contava 354 abitanti.

### Il secondo comune (1816-1927)
| I sindaci dal 1860 alla soppressione del comune |
| - 1860-1861 Giovanni Augusto Mantegazza - 1861-1883 Carlo Oppio - 1883-1887 Luigi Dossi - 1887-1890 Fabio Battaini - 1890-1895 Luigi Dossi - 1895-1902 Angelo Sonzini - 1902-1920 Clemente Ravina - 1920-1926 Cesare Battaini - 1926-1928 Aristide Migliavacca (podestà) |

Con la fine dell'età napoleonica e il conseguente ritorno degli austriaci in Lombardia, che costituirono il Regno Lombardo-Veneto, Gurone tornò ad essere un comune indipendente ed inserito nel distretto XVII di Varese della provincia di Como.
Dopo la vittoria della seconda guerra di indipendenza ed in seguito all'unione temporanea delle province lombarde al Regno di Sardegna, il 23 ottobre 1859 il comune di Gurone torna ad essere incluso nel mandamento I di Varese, circondario II di Varese, provincia di Como. Nel 1861, anno della costituzione del Regno d'Italia e dopo il primo censimento, il comune di Gurone risultava avere una popolazione residente di 564 abitanti.
Nel 1912, quando Gurone contava 812 abitanti e la sua altezza sul livello del mare figurava in "333 metri sul mare", il sindaco era il commendator Clemente Ravina e le industrie esistenti erano:

"Fornace laterizi. Cagnoni Filippo, Ditta Mentasti e Croci"

"Segatura legnami. Sonzini Antonio, Officina Patrini"

"Officina meccanica. Patrini Vincenzo"
Con riforma degli enti locali del 1927 il comune di Gurone viene incluso nella nuova provincia di Varese e, successivamente, il regio decreto del 12 agosto 1927 (con effetto dal 4 gennaio 1928) soppresse il comune di Gurone per assegnarne tutto il territorio alla vicina Malnate. Alla data dell'ultimo censimento (1921) il comune di Gurone contava 867 abitanti.

### Ricorrenze
10 agosto, giorno del santo patrono san Lorenzo martire. Le celebrazioni religiose avvengono il giorno della ricorrenza mentre, come da tradizione, il passato svolgimento del Palio e l'attuale Guroneinfesta si svolgono a partire dall'ultimo sabato di agosto quando e se il sabato successivo non è posteriore al quinto giorno di settembre.

## Monumenti e luoghi d'interesse
La datazione delle opere realizzate nel perimetro della frazione spazia tra la fine del Medioevo e l'intero ventesimo secolo, come ad esempio l'affresco della Madonna del Latte (fine del Quattrocento-inizio del Cinquecento) oggi trasferito su tela ed esposto all'interno della chiesa nuova di san Lorenzo e quest'ultima chiesa, la cui costruzione avvenne verso la fine degli anni sessanta.

### Architetture religiose

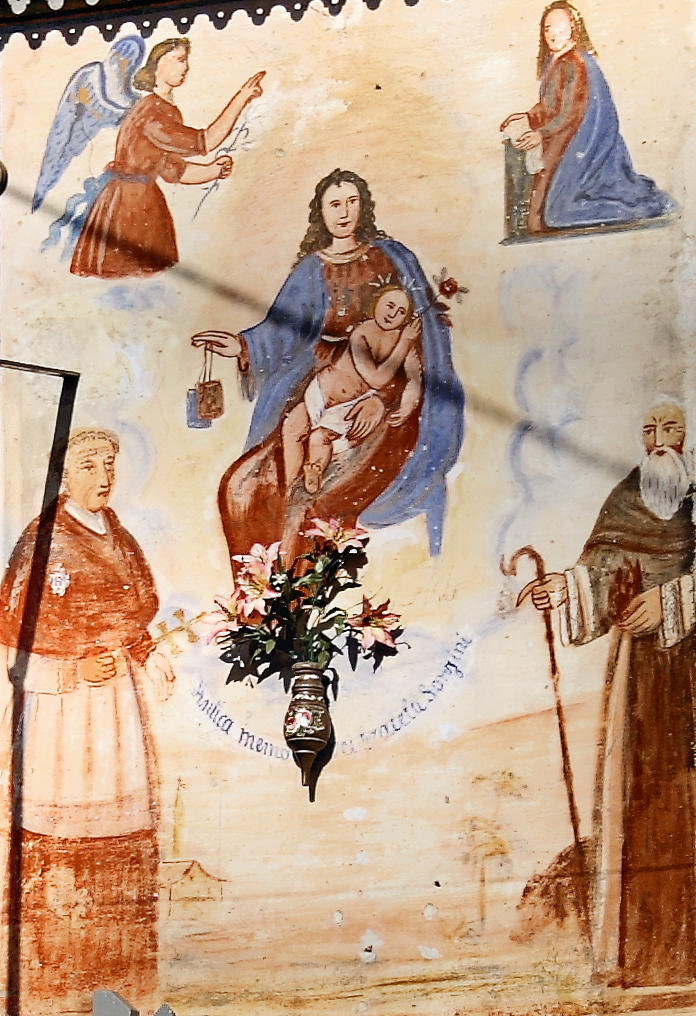
L'affresco sulle case dei Mulini, (XVIII secolo).

Esistono una chiesa parrocchiale dedicata a san Lorenzo ed una dedicata a sant'Anna, oltre ad un tabernacolo commemorativo e dedicato alla Madonna e ad alcuni dipinti ottocenteschi realizzati sulle case della frazione.

#### Chiesa di S. Lorenzo vecchia
Probabilmente costruita nella seconda metà del XV secolo ed ampliata verso la meta del XIX secolo, era orientata da ovest verso est ed era composta da un'unica navata. All'interno vi erano poste diverse cappelle comprendenti il battistero, una statua dedicata alla Madonna del Rosario, una terza contenente una reliquia di san Donato ed una quarta dedicata alla Beata Vergine. 
L'altare, originariamente costruito in legno, fu sostituito con uno in pietra e decorato con del marmo rosso di Verona nel 1865 e prolungato nel 1870 con l'aggiunta dell'oratorio sopra le cappelle di sinistra. Sul muro esterno settentrionale vi era posta una fontanella mentre, sulla zona del lato occidentale ed antistante all'ingresso principale vi era eretta una croce di legno, forse l'ultimo ricordo del luogo che più anticamente fu considerato il primo cimitero del paese.

Accessibile salendo i tre gradini che ne dividevano il sagrato in rizzada dalla strada antistante, l'intera chiesa fu abbattuta nel 1975 quando, spogliata di ogni affresco, statua, suppellettili e giudicata pericolante, dovette lasciare il posto al sagrato della nuova chiesa.

#### Chiesa di S. Lorenzo nuova

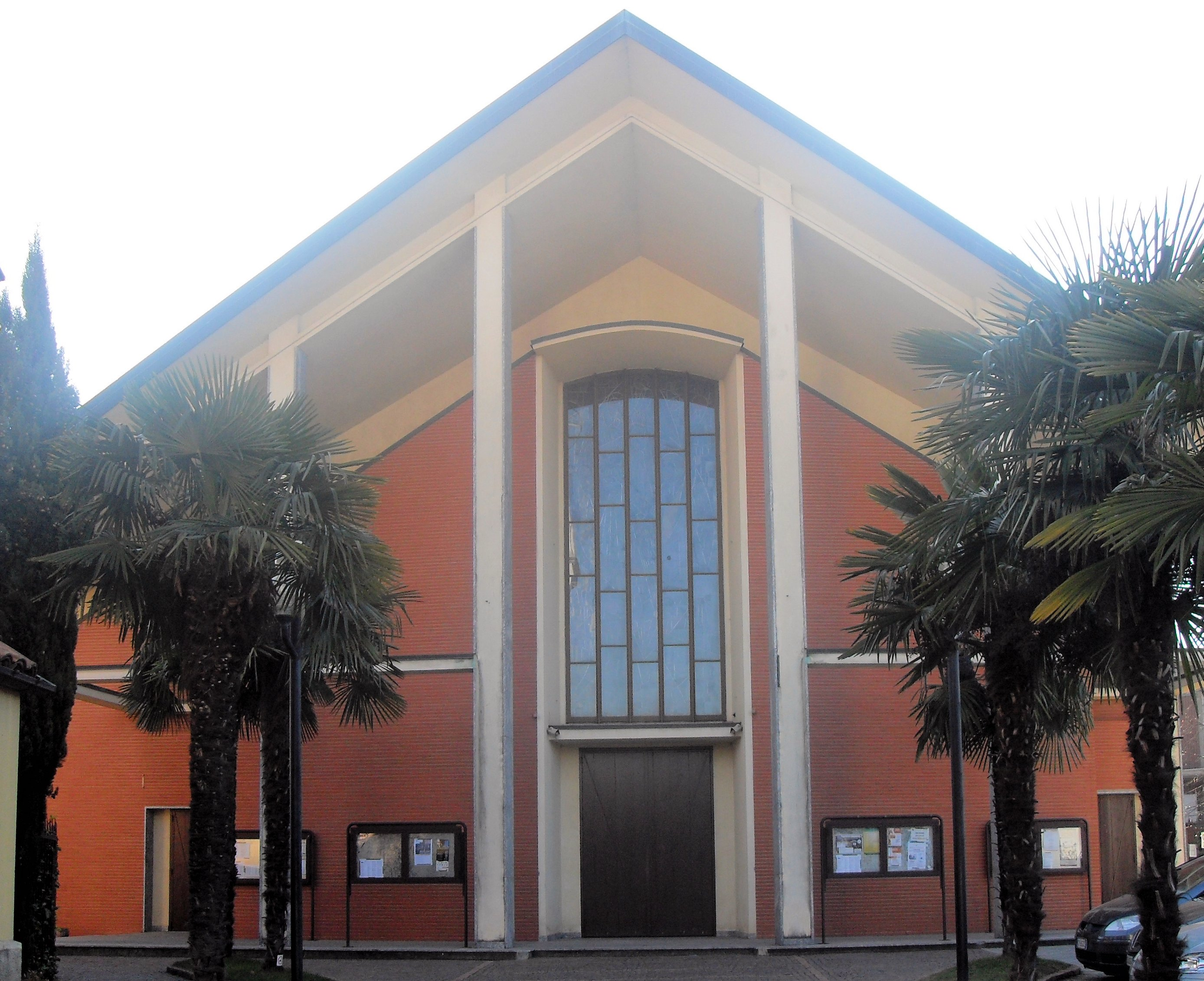
Portale settentrionale della chiesa di San Lorenzo nuova

#### Chiesa di S. Anna
La chiesa, edificata tra il 1706 e il 1710 e inclusa in un complesso architettonico denominato "Casino" già appartenente ai nobili di Bizzozero, fu inizialmente dedicata alla Natività della Beata Vergine ed essere, nel 1724, istituita a "cappellanìa con beneficio di oratorio" per volere di Alfonso Bizzozero, già canonico della chiesa di San Vittore di Varese.

Del secolo successivo e tratte del Catasto Teresiano sono invece le notizie della presenza di chierici e della vendita dell'intero complesso (1876) alla famiglia Cattaneo di Faido la quale, oltre ad assegnarne il convento a dei frati detti "della sporta" ne cambiò la dedica religiosa in Sant'Anna.

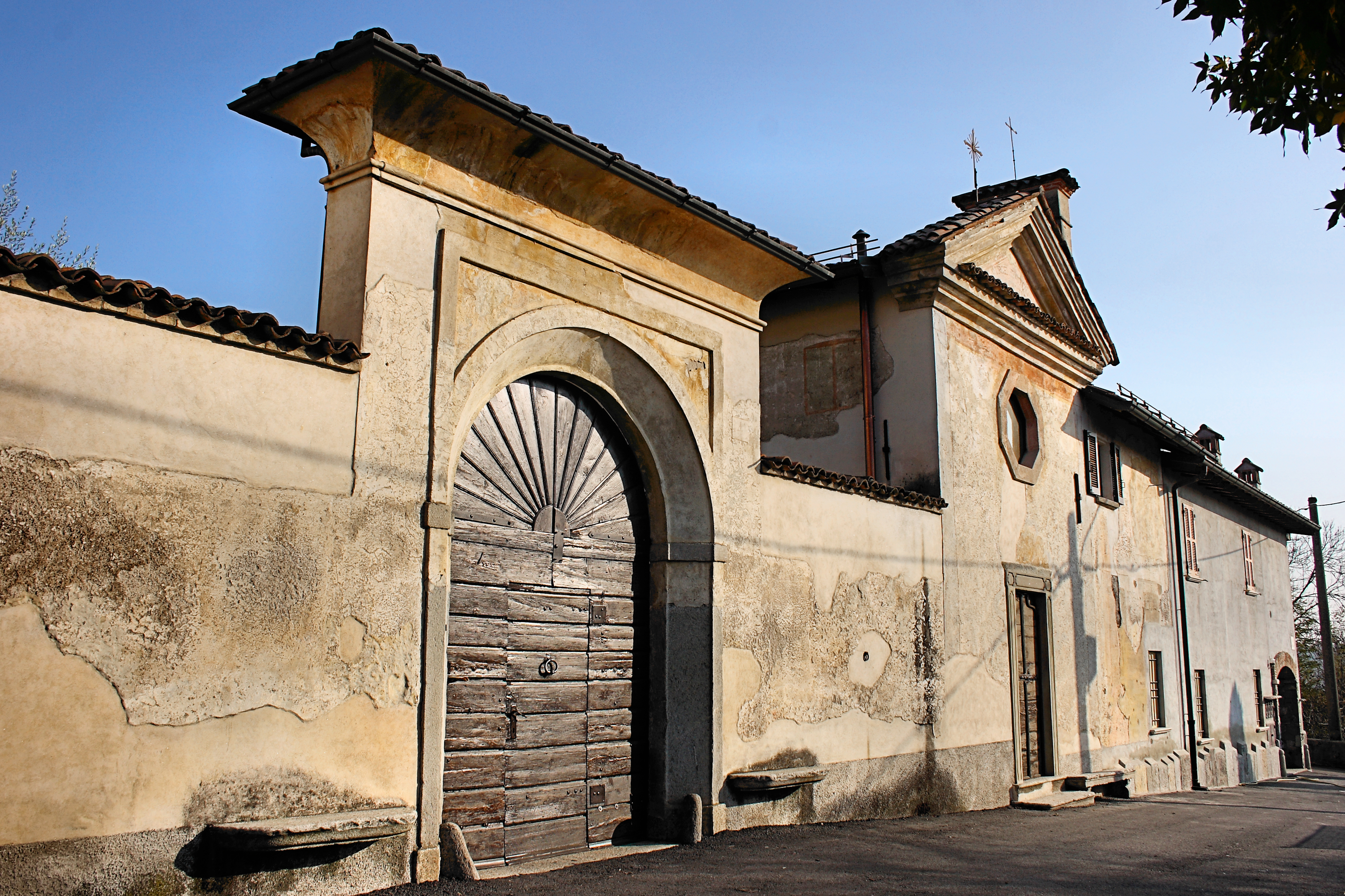
Vista esterna della chiesa e delle corti del Casino. La scritta nel timpano dice "SURGENTE AUROR(AE) DICATA PANDITUR ARA".

A differenza di quanto per lunghi anni si è creduto, i più recenti studi svolti sulle pitture e sui documenti relativi ai passaggi di proprietà della chiesa stessa, spiegano che essa non ospitò mai un convento di suore e che non poteva essere esistita prima del settecento, oltre a escluderne totalmente dal possesso storico la famiglia Odescalchi e a scoprire in Francesco Antonio Giovannini la paternità dell'affresco sull'altare. L'altare a pala e il relativo affresco raffigurante la nascita della Madonna sono infatti di stile settecentesco e sono le uniche opere più antiche esistenti nella chiesa.
L'edificio, restaurato al suo interno verso la metà degli anni ottanta, è di limitate dimensioni e appoggia i suoi muri a quelli delle corti circostanti. È sormontato da soffitto in archi di mattoni a vista e da cui scende la cordicella destinata a suonare la campanella posta nel sovrastante campanile a vela.

Al suo esterno si possono osservare i gradini antistanti che, come le panchine, sono di molera, la pietra arenaria per secoli estratta dalle cave malnatesi mentre, guardando in alto, si può ancora leggere la scritta in latino posta nel timpano del tetto. Sull'edificio a sinistra della facciata della chiesa s'intravede ciò che rimane di una meridiana murale, ormai quasi cancellata e che si può riconoscere soltanto se, dopo aver notato la presenza dello stilo, ne si osserva l'ombra proiettarsi sul muro. Nelle stesse condizioni di degrado è il resto della facciata, una volta interamente affrescata.

### Simboli e ricordi rimasti, realtà e patrimoni perduti

#### La Madonnina

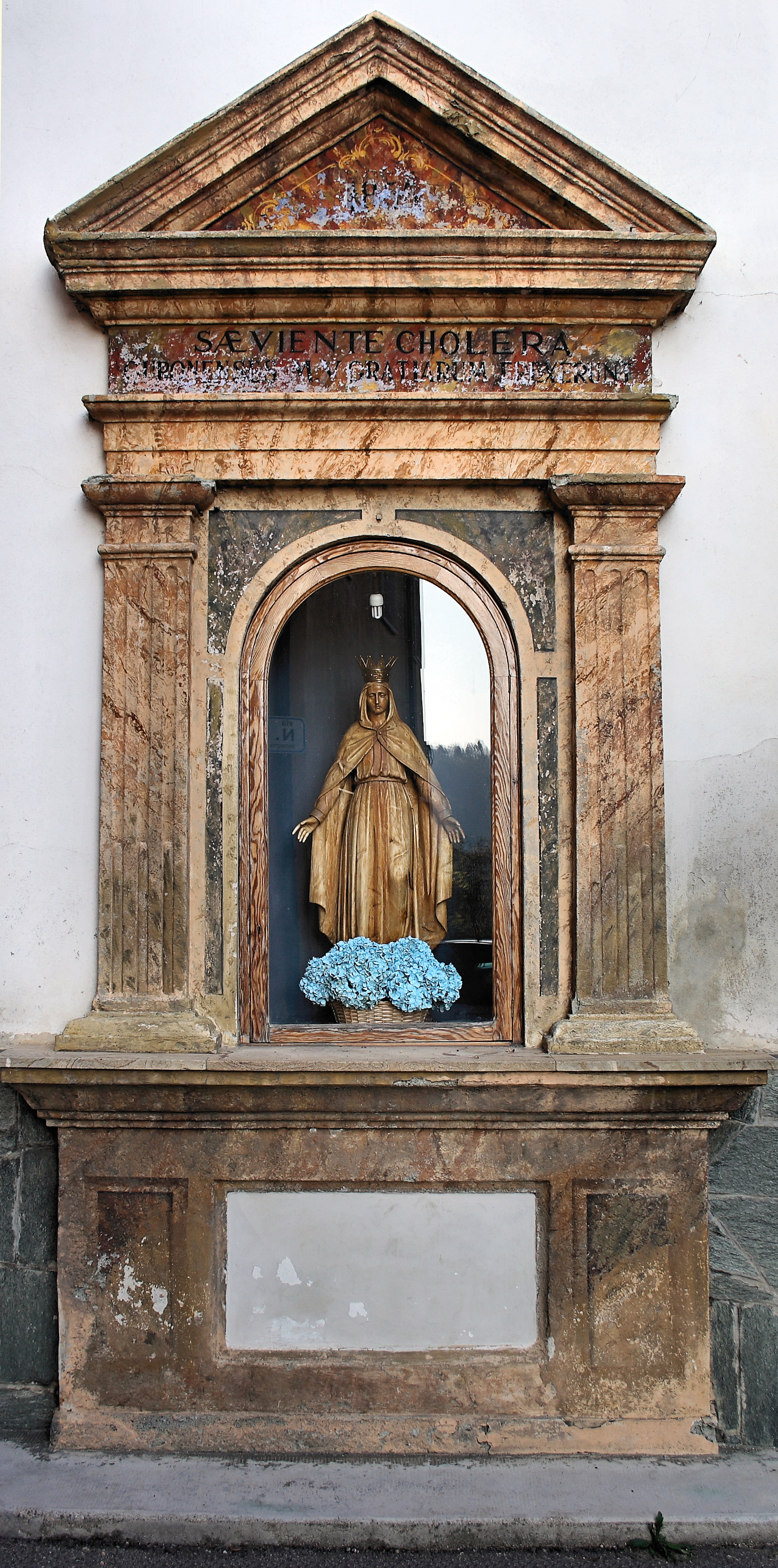
Foto della Madonnina

In una delle zone più antiche del paese e più esattamente tra l'attuale congiunzione delle vie Trento, Nino Bixio ed una terza via, esiste un tabernacolo contenente una scultura raffigurante la Madonna che, a braccia aperte, guarda ancora verso la valle.
Al giorno d'oggi forse, a chi si soffermi ad osservarla, potrebbe non esser più chiaro l'intento di coloro che negli anni Cinquanta dell'Ottocento decisero di sistemarla proprio in quel luogo, ora stretto tra le case ed a cui rimane soltanto la vista di uno scorcio sulla valle antistante.
Sembra essere soltanto un monumento religioso dimenticato ma, a suo tempo, una precisa ragione di collocarla in quell'incrocio di piccole vie ci fu e quella scultura, realizzata in legno ma creduta essere per lungo tempo di manifattura in scagliola di gesso (la sua antica colorazione rimossa con il restauro degli anni ottanta era in bianco), aveva lo scopo di mostrare a coloro che fossero giunti in paese salendo dalla più antica strada, la devozione e la riconoscenza dei guronesi verso Maria Vergine che, ascoltando le loro preghiere, li salvò dall'epidemia di colera che nei mesi di agosto e settembre del 1855, oltre ad affliggere quasi tutte le località dell'Italia settentrionale, nel paese di Gurone fece dieci vittime.
Nella parte superiore del tabernacolo appare una data, 1855, e la dicitura sottostante ad essa recita:
"SAEVIENTE CHOLERA - GURONENSES M(ARIAE) V(IRGINI) GRATIARUM EREXERUNT".

#### Un'antica strada

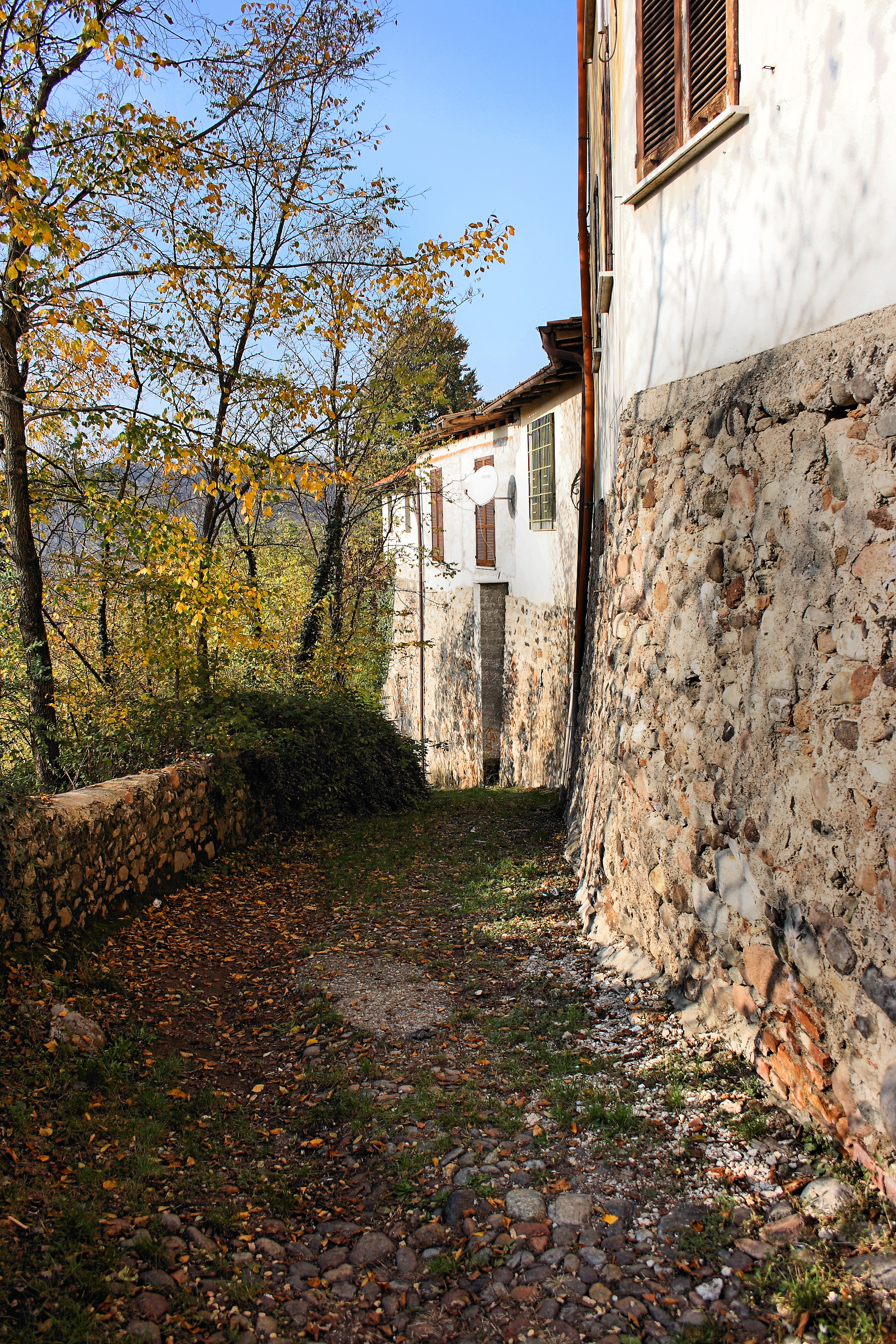
La Qòmbra Tzüca.

L'antica strada (e forse la prima costruita dai guronesi), dal manto interamente costruito con ruditi di sasso ed il cui nome tramandato a voce fino alla fine degli anni settanta suonava all'incirca "la Qòmbra Tzüca" (dizione dialettale), scendeva un tempo fino a raggiungere la prossimità dell'attuale numero civico 20 di via dei Mulini e permetteva ai forestieri di risalire tra i boschi per giungere all'inizio del paese.
Fu distrutta nell'ultimo tratto della sua parte inferiore nel corso dei primi lavori di realizzazione della tangenziale Est di Varese, mentre ciò che rimane della parte superiore risulta oggi abbandonato e chiuso al passaggio da una transenna.
Questa via era, probabilmente ed in antichità, l'unico percorso a disposizione dei guronesi per raggiungere il mulino e macinarvi le farine mentre le loro donne ne avrebbero disceso il percorso per dedicarsi al lavaggio dei panni.

#### Due lavatoi scomparsi
A sinistra dell'antica strada e pur seguendo la direzione osservata dal tabernacolo, scende un'altrettanto antica scalinata (tuttora esistente) che dirigendosi anch'essa verso la valle e giungere a fianco dell'attuale numero civico 8 di via dei Mulini, conduceva un tempo le donne ad un lavatoio costituito da una vasca in pietra e suddivisa in due parti per un totale d'invaso di circa 250 x 400 cm. Era ricoperto da un tetto con elementi di capriata e puntoni in legno a loro volta sorretti da colonne di mattoni pieni.

Quest'ultimo, costruito nei primi anni del Novecento, cadde sotto il peso della grande nevicata del gennaio 1985 prima di essere definitivamente abbattuto e ricoperto di terra negli anni successivi. Oggi al suo posto sorge un orto coltivato.

Dirigendosi verso la valle ed oltrepassando il numero 20 di via dei Mulini per poi cercare alla sinistra dell'attuale strada, si può scovare (tra rovi ed erba) ciò che rimane del più antico dei lavatoi guronesi che, realizzato in pietra e privo di tetto, cadde quasi completamente in disuso fin dagli anni sessanta. Aveva una vasca di circa 150 x 350 cm ed ora, a causa dell'incuria, ne rimangono solo le strutture in rovina nonché una parte del canale che vi porta l'acqua sorgiva.

## Società

### Lingue e dialetti
Oltre alla lingua italiana, tra gli anziani originari del paese è ancora utilizzato il dialetto varesotto, una variante della lingua lombarda ed altresì detto "Bosino".
Come tutti i dialetti della zona, il suo utilizzo non viene più tramandato alle nuove generazioni ed essendo una lingua non scritta (quindi priva di ogni preciso riferimento), la pronuncia di alcune dizioni guronesi può variare da quelle delle zone circostanti.

Da alcuni decenni il poeta dialettale Giuseppe Paganetti (Vice Presidente del Cenacolo dei Poeti e Prosatori Dialettali Varesini e Varesotti) nato in Gurone nel 1953, contribuisce a tenere in vita la parlata e la scrittura dialettale con termini e ricordi di luoghi e persone locali
del passato.
Alcuni titoli di poesie: Regòrd du l'Ulòna, Curtii du 'na vòrta, Ul Lavatòj, Zücabürlöö.

Alcuni esempi al riguardo dei primi due pronomi personali (io e tu) della lingua italiana, i guronesi dicono "me" e "te", mentre malnatesi e milanesi utilizzano il più noto "mi" e "ti".

Per indicare la preposizione impropria dietro con la preposizione propria di, i guronesi dicono "da drè" mentre i malnatesi dicono "de drè".

### Il palio (1978-2003)
Il Palio di Gurone, istituito nel 1978 dall'allora parroco don Remo Girolami, consisteva in otto giorni di feste e celebrazioni in onore di san Lorenzo ed il suo svolgimento vedeva l'aprirsi di una sfilata serale di carri e costumi dedicati ad un argomento storico, romanzesco o sociale, per proseguire nel corso dei sette giorni successivi con la disputa di diversi giochi agonistici (sportivi, d'abilità, carte e strategia) che terminavano nella serata della domenica seguente dove, al termine di una processione religiosa lungo le vie del paese, avveniva la conseguente premiazione del rione vincitore. Il palio (inteso come oggetto della contesa) consisteva in uno stendardo dipinto da pittori ed artisti locali.
Al tempo dell'istituzione della festa, Gurone venne diviso in quattro rioni:
- Volpe: che ricopriva la zona sud-ovest del paese.
- Cedrone: comprendente il centro storico e la zona nord-ovest verso la valle dell'Olona.
- Scoiattolo: i cui confini lambivano il parco Primo maggio e si estendevano nella parte nord-est.
- Aquila: situato nella zona sud-est del paese.

Nel 1990 venne aggiunto il rione Gabbiano, formato dal quartiere popolare di Santa Rita e di cui il territorio (compreso tra le vie Milano, Tre Corsi, Montelungo e Caprera) risultava confinante con il rione Aquila.

Questo nuovo rione, annesso in quel periodo alla parrocchia guronese, era comunque l'unico ad essere (territorialmente) parte completamente esterna ai confini degli antichi comuni di Gurone.
Dal 2001 il rione Gabbiano, a causa della mancanza di disponibilità dei suoi abitanti sospese le sue partecipazioni alla manifestazione.
Il Palio giunse fino alla sua 26ª edizione nel 2003 quando l'allora parroco don Viniero Roncarati decise di sostituirlo con “Guroneinfesta”, una settimana di proposte e di divertimenti ricreativi materialmente diversa dalle precedenti competizioni del Palio ma con lo stesso obiettivo d'unione e di comunione dei suoi cittadini.
| I Parroci di Gurone |
| - 1747-1769 Carlo Giuseppe Rigoli - 1770-1797 Angelo Maria Baj - 1799-1821 Francesco Ferrario - 1821-1846 Giuseppe Gattoni - 1847-1888 Ilario Cairo - 1889-1928 Graziano Citterio - 1929-1951 Giuseppe Crosti - 1951-1974 Pierino Quaglia - 1974-1977 Albano Giolo (vicario) - 1977-1989 Remo Girolami - 1990-2001 Stefano Gorini - 2001-2010 Viniero Roncarati - 2010- Gaetano Caracciolo |

### Luoghi di culto
Il patrono di Gurone è san Lorenzo, a cui è dedicata la chiesa principale costruita in architettura moderna e succeduta alla vecchia chiesa cinquecentesca (abbattuta negli anni settanta) di cui è rimasto soltanto il campanile in seguito ristrutturato.
La parrocchia fu costituita il 14 febbraio 1747, mentre negli anni precedenti la comunità ecclesiastica della frazione aveva dovuto dipendere dalla parrocchia di Bizzozero e, per breve tempo, da quella di Malnate.
Negli anni novanta ed al termine della costruzione della nuova area di case popolari, venne istituita la cappella di Santa Rita, un luogo di preghiera e celebrazioni cattoliche ed inizialmente ospitata all'interno alcuni locali comunali adibiti a servizi mentre, negli anni duemila e grazie agli sviluppi della politica comunale, è stata ceduta un'abitazione dello stesso quartiere per costruirvi una chiesa in grado di raccogliere i fedeli della zona. L'immobile, donato dal comune di Malnate alla parrocchia di San Martino (Malnate) è stato a sua volta ceduto alla parrocchia di Gurone che, dopo la consacrazione, ne ha inaugurato le funzioni religiose con la messa del 24 dicembre 2009 ponendo così fine ad un problema religioso e sociale che si trascinava da circa trent'anni.
A Gurone esiste anche una Sala del Regno dei Testimoni di Geova, quest'ultima inaugurata nella primavera del 2005.

## Geografia antropica

### Urbanistica
Gradatamente fino al termine degli anni sessanta ma sempre più intensamente nei decenni seguenti, il tessuto urbanistico di Gurone si è sviluppato in direzione nord est rispetto alla posizione del centro storico ed oggi l'intero territorio collinare della frazione (una volta ricoperto da boschi, vigne e campagne), è pressoché giunto al termine di un'urbanizzazione tale che, occupando ogni area disponibile, ha trasformato l'allora piccolo paese in un grande centro abitato.

Il motivo di questo fenomeno fu l'immigrazione di cittadini che, attratti dal crescente sviluppo delle industrie varesotte e ticinesi, acquistarono le sempre più diffuse case popolari in costruzione.

### Il centro storico

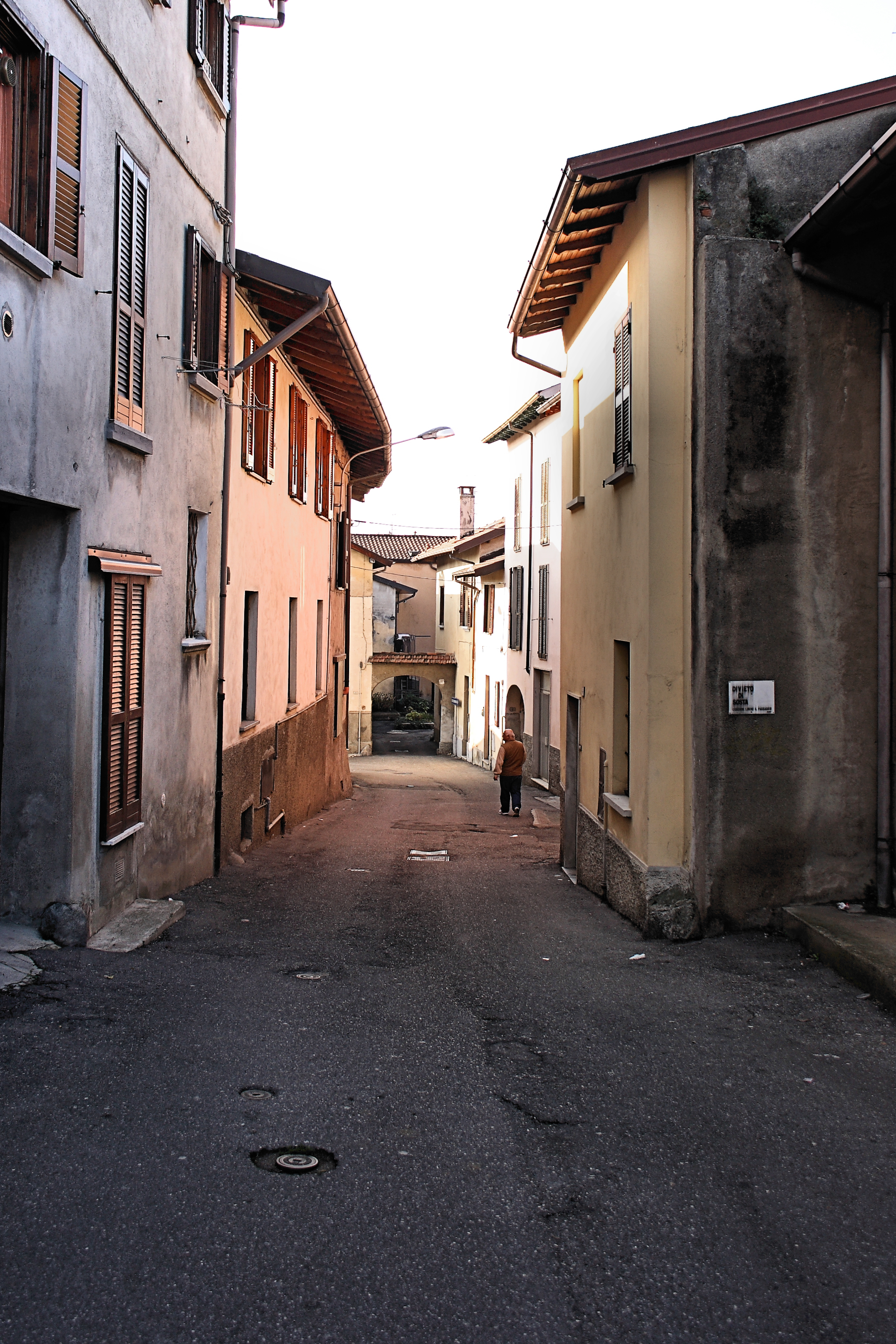
Scorcio dell'attuale via Nino Bixio, già via Garibaldi nei tempi del secondo comune.

Nel Medioevo, il centro abitato sorse con un primo gruppo di case costruite sulle sponde più meridionali della zona collinare e rivolte a sud-ovest (verso la valle), per svilupparsi in seguito nei cortili di cascine a corte edificati attorno ad un quadrilatero composto da quattro piccole strade ed una quinta via che, allontanandosi in direzione del fiume, collegava Gurone con l'allora più vicina parrocchia di Santo Stefano (Bizzozero) ed il suo mulino.

A differenza di oggi, Gurone era piuttosto lontana da Malnate in quanto i boschi ed i prati (che allora si estendevano anche sulla superficie della collina), la ricoprivano per più di due chilometri distanziando le due cittadine con una divisione a suo tempo considerata più scomoda e sconveniente dell'idea di attraversare la valle sottostante che tuttora separa Gurone da Bizzozero.

Verso la fine del XVI secolo e seppur la zona interessata non sia in alta montagna, a Gurone c'erano i lupi e questo, seppur oggi possa sembrare ridicolo, per la vita di tutti i giorni presso gli abitanti del piccolo paese significava cautela e pericolo. Era meglio non avventurarsi in luoghi esterni o... 'troppo lontani'.

Inoltre ed osservando il lato religioso, oltre al fatto che un luogo di culto fosse già stato edificato, il parroco a Gurone non arrivò fino al 14 febbraio 1747 e sono gli stessi scritti dei guronesi del Cinquecento a raccontare che, oltre alla scomodità di recarsi a "Marnà" (Malnate), anche lo stesso parroco di quella chiesa così 'lontana' era ben restio dal recarsi a Gurone. Si guardava solo verso Bizzozero allora. In tutti i sensi.

### La prima espansione verso sud-est
Dal luogo in cui fu costruita l'antica chiesa di San Lorenzo, sorta su un rilievo rispetto alle più antiche costruzioni, si vide lo sviluppo di una nuova via destinata a condurre gli abitanti verso la campagna e, nei secoli successivi, anche verso il cimitero.

La nuova strada (anticamente via san Lorenzo) e che oggi prima di introdursi in via Piave porta il nome di via Adua, vide, nella prima metà del Seicento il sorgere di nuove case e tra esse "il Casino", una residenza di caccia a sua volta ampliata negli anni successivi per comprendervi la chiesa allora dedicata alla Natività della Beata Vergine.

A confermare l'intenzione di urbanità rivolta dagli degli antichi abitanti verso questo gruppo di strade, vi è il fatto che queste otto strade (le antiche Qòmbra Tzüca e via san Lorenzo, nonché le ancora attuali via Trento, Nino Bixio, Galileo Galilei, Adua ed i primi tratti di via Ravina e Piave) furono pavimentate in "Rizàada" (i ruditi di sasso) e, in alcuni casi, dotate di fontanelle da cui attingervi l'acqua.

### I cimiteri
Il primo cimitero, nel cinquecento situato davanti all'antica chiesa di san Lorenzo divenne nei due secoli successivi ed a causa dell'usanza dei primi abitanti del paese un semplice prato abbandonato, in quanto essi preferivano seppellire i loro morti sotto il pavimento dell'antica chiesa.

Un secondo cimitero, realizzato nel giugno del 1788 e ad oggi situato tra la corrispondenza di via Piave e via Celidonia, è divenuto (al termine della prima guerra mondiale), un parco delle rimembranze dedicato ai caduti.

Il terzo e tuttora utilizzato, fu costruito tra gli anni 1880 e 1881 nella zona che oggi corrisponde alla fine della via Celidonia, fu successivamente ampliato fino a raggiungere l'attuale dimensione.

### L'espansione tra la fine dell'Ottocento e gli inizi del Novecento

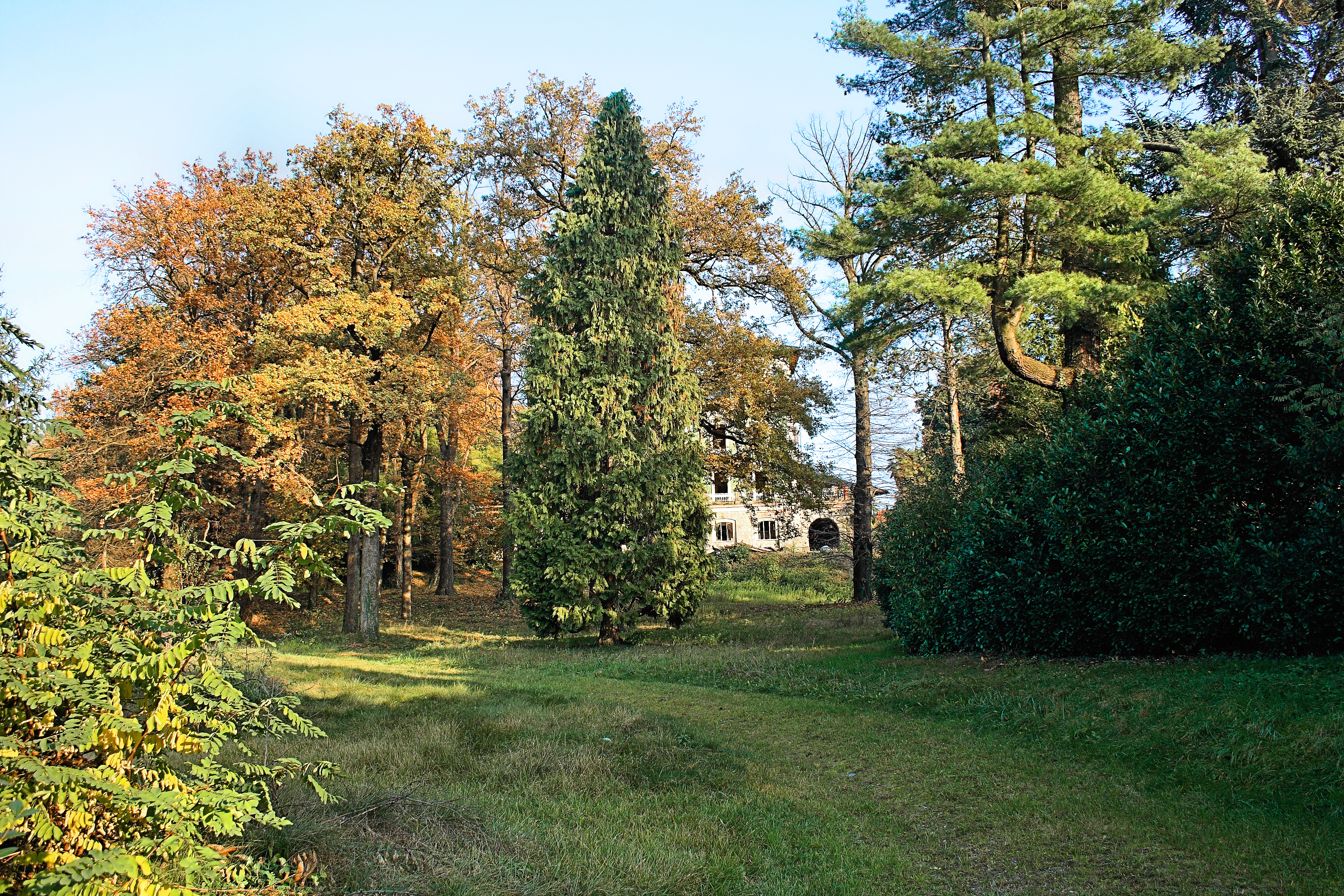
Scorcio di quella che per molti abitanti ebbe il soprannome di "Villa Verde". Dotata del più grande parco del paese è (nel 2011) in via di ristrutturazione ed appartiene a privati.
Si trova al civico 1 di via Generale Ravina ed un tempo, sulla sommità della collina retrostante sorgeva una torre di ferro destinata alle trasmissioni radioamatoriali.

Verso il finire del XIX secolo divenne sempre più grande l'allora sentiero che, partendo dalla parte più settentrionale delle sette strade, si dirigeva verso nord prima di congiungersi con i sentieri di Malnate, a quei tempi già dotata di una stazione del treno nonché il secondo centro abitato più vicino alla comunità guronese.

Sorsero alcuni nuclei abitativi nella zona allora chiamata "ul Rünch" (il Ronco) presso le attuali vie Montesanto e Castagnevizza e verso la valle, in corrispondenza delle attuali vie Buozzi e Bainsizza, e seppur anche le nuove case che continuavano ad essere costruite vicino al centro medievale consistevano in nuclei abitativi destinati ad ospitare i progeniti della popolazione autoctona, nuove ville residenziali sorsero in seguito lungo questa nuova strada di collegamento.

Nel secondo Comune di Gurone quel sentiero prese il nome di via Vittorio Emanuele II e, dopo l'abolizione del comune e la conseguente revisione della toponomastica stradale, fu suddiviso nelle attuali vie Ravina e Luigi Cadorna.

Verso est invece e nella prima metà del XX secolo, ebbe luogo una nuova espansione urbana (a volte composta di case coloniche e relative aie) che si espanse gradatamente per tutta quella che allora era una zona di campagna e ad oggi riconducibile al quadrilatero delle vie Ravina, Cristoforo Colombo, Papa Giovanni XXXIII e Redipuglia.

### Gurone dalla seconda metà del Novecento fino ai giorni nostri
Se le allora nuove scuole elementari di via Fratelli d'Italia ed inaugurate nel 1967 potevano sembrare grandi per un paese di 1 200 abitanti ed ancora costituito da popolazione autoctona, la successiva edificazione delle case popolari che oggi formano l'intero Villaggio Fratelli d'Italia rese, nel decennio seguente, la necessità di costruirne uno ancora più grande per poter contenere tutti i bambini nati dai nuovi guronesi insediatisi nelle abitazioni a loro destinate nel corso dei trent'anni successivi. Infatti, a partire dalla fine degli anni sessanta ed in corrispondenza delle attuali via del Bollerino, via Vignalunga e, nel seguito anche dalla via Verbano, ebbe inizio il fenomeno di grande urbanizzazione destinato a trasformare l'intera superficie orientale del territorio guronese nel grande centro residenziale tuttora esistente.
Nel successivo decennio e con la conseguente edificazione di quasi tutte le zone agricole un tempo situate anche nelle zone centrali dell'abitato, l'intera popolazione della frazione è pressoché quintuplicata e, ai giorni nostri, rappresenta una delle zone più intensamente popolate dell'intero comune di appartenenza.
Rispetto ai secoli passati e per le mutate condizioni d'uso, anche l'aspetto di molte case dell'antico centro del paese ha subito un rilevante cambiamento ma, e nonostante nelle stesse zone siano ancora riconoscibili le caratteristiche agricole di molte case, le nuove generazioni e le ultime immigrazioni straniere non sono più in grado di riconoscere o nominare i luoghi a seconda dell'usanza degli antichi nomi tradizionali.

### Toponomastica nuova e vecchia
- L'attuale zona corrispondente all'attuale Piazza Salvador Allende e via Verbano aveva un tempo il nome di "ul Sciavatè".
- L'attuale zona posta ad oriente della via Mantova era dai guronesi detta "campagna a Malnà".
- L'attuale zona compresa tra le vie Ravina, Oslavia e Trento (e a nord delle case già costruite in via Galileo Galilei) era detta "i camp da drè".
- L'attuale zona industriale situata in corrispondenza del ciglio della cava ed attraversata da parte meridionale della via Pastore era detta "campagna a mezz".
- L'attuale zona compresa tra il cimitero, la via Piave e la via Celidonia era detta "ul Scieré".
- La zona compresa tra le vie Colombo, Redipuglia e Papa Giovanni XXIII era detta "ul Quadar".
- La corte oggi locata in corrispondenza del numero 10 di via Nino Bixio era detta "Curt du Marzell".
- La corte a cui si accede passando tra il numero undici e tredici di via Nino Bixio era detta "Curt di Profugh".
- La corte avente gli attuali numeri da 8 a 22 di via Trento ed una volta ospitante il macello era detta "Curt du Stalash".
- La corte oggi locata in corrispondenza del numero 33 di via Trento era detta "Curt di Frecc".
- La zona tuttora boscosa e locata a sud di via Bainsizza era detta "ul Bosc di Pien".
- La zona ad ovest di via Buozzi, oggi in parte scavata dai lavori della tangenziale, era detta "ul Sciampign".
- L'antico gruppo di case tuttora esistente ad ovest di via Adua era detto "Curt in stal da gesa".

- La via Vignalunga prende il nome dalla presenza di una vigna un tempo coltivata lungo le tre terrazze ad oggi parzialmente riconoscibili osservando il dislivello esistente tra l'attuale parco di via Firenze e la sovrastante via Mantova. Questa vigna (nell'antichità estesa fino all'attuale via Vignalunga) era coltivata lungo tutto il terrazzamento che divideva l'allora campagna di Gurone con la zona pianeggiante e ad essa sovrastante[31].
- La via Celidonia prende il nome dalla pianta erbacea Celidonia, un tempo diffusa per tutta la zona boscosa[57] ed incolta che si estendeva lungo quella che fu la prosecuzione della medesima via. Questa strada era anticamente il modo più veloce per raggiungere Vedano poiché, partendo dall'attuale via Piave e proseguendo in linea retta fino ad oltrepassare il cimitero, essa scendeva dapprima verso la valle per poi risalire verso sinistra e ricongiungersi con l'omonima strada vedanese. L'intera zona (bosco e strada) fu erosa dagli scavi dalla vicina cava di sabbia nel corso dei primi anni settanta[31].
- La via Fontanelle prende il nome dalle numerose sorgenti un tempo caratteristiche della zona tuttora attraversata fino a raggiungere l'omonima frazione di Vedano. La bonifica delle sorgenti è avvenuta nel corso del ventesimo secolo e, ad oggi, non ve n'è più traccia[31].
- La via Campagnetta prende il nome dall'espressione rivolta alla stessa zona ad oggi attraversata ed in antichtià facente parte della campagna allora situata più vicina al centro abitato rispetto agli altri luoghi coltivati[31].
- La via del Fo riporta il nome della stessa pendice che costeggia, un tempo chiamata "costa d'ul Fu"[31].
- La via Generale Ravina porta il nome di un ufficiale dei Bersaglieri e Cacciatore delle Alpi che congedatosi con i gradi di generale divenne sindaco del paese tra gli anni a partire dal 1902 al 1920[58].
- Piazza Bai prende il nome dal partigiano guronese Bartolomeo Bai caduto nell'autunno del 1943[59] durante la resistenza del San Martino.

### Il quartiere Santa Rita
Sulla campagna malnatese una volta denominata "i Lüngh" (i campi lunghi) e ad oggi corrispondente all'abitato contenuto tre la vie Montelungo, Giuseppe di Vittorio e Milano, verso la fine degli anni settanta ebbe inizio la progettazione e la costruzione del nuovo villaggio che per circa vent'anni fu identificato con la denominazione di Zona 167.

Tale nome, ottenuto dal fatto che l'area edificabile fu individuata in ottemperanza alle disposizioni della legge numero 167 dell'8 aprile 1962 e sgradito da parte degli abitanti insediatisi nel quartiere fu, verso l'inizio degli anni novanta sostituito con quello di Santa Rita.

In origine e vista la lontananza di questo quartiere dalle altre strutture commerciali e sociali, la progettazione dello stesso fu pensata per renderlo un centro abitato autosufficiente ed in cui si potesse sfruttare la possibilità d'insediare i vari servizi direttamente ai piani terreni di alcune delle case popolari contenute nel suo interno ma, sia a causa della scarsa convenienza sull'acquisto di alcuni prodotti che per varie discordanze tra organizzatori ed abitanti, si finì con le sole realizzazioni dell'ambulatorio comunale, della cappella dedicata a santa Rita e di varie associazioni benefiche e culturali come ad esempio l'AVIS e l'ANPI.

## Vita e storia della valle
Scendendo nella zona sottostante al "Ponte di Ferro" ed osservando il corso del fiume, si può ancora notare ciò che resta di uno sbarramento destinato a dividere l'Olona in due rami di cui, mentre quello occidentale prosegue tuttora mantenendo il suo movimento rapido e repentino, l'acqua deviata nel canale orientale un tempo scorreva più lentamente prima di ricongiungersi al ramo principale.
Ad oggi, e dopo i lavori di realizzazione della diga più a valle, lo scopo di questa deviazione potrebbe essere di difficile comprensione se non provando a considerare il fatto di trovarsi in una valle adatta alle coltivazioni di frumento, segale e ravizzone (anticamente caratteristiche di tutte le zone circostanti) e dalla presenza del canale stesso che, dopo essere stato scavato dall'uomo per scorrere più in alto rispetto al corso occidentale del fiume, fu per secoli utilizzato come fonte d'irrigazione per la porzione di terreno contenuto tra le due braccia del fiume e come canale alimentante la roggia che faceva girare le ruote dei mulini.

### I Mulini

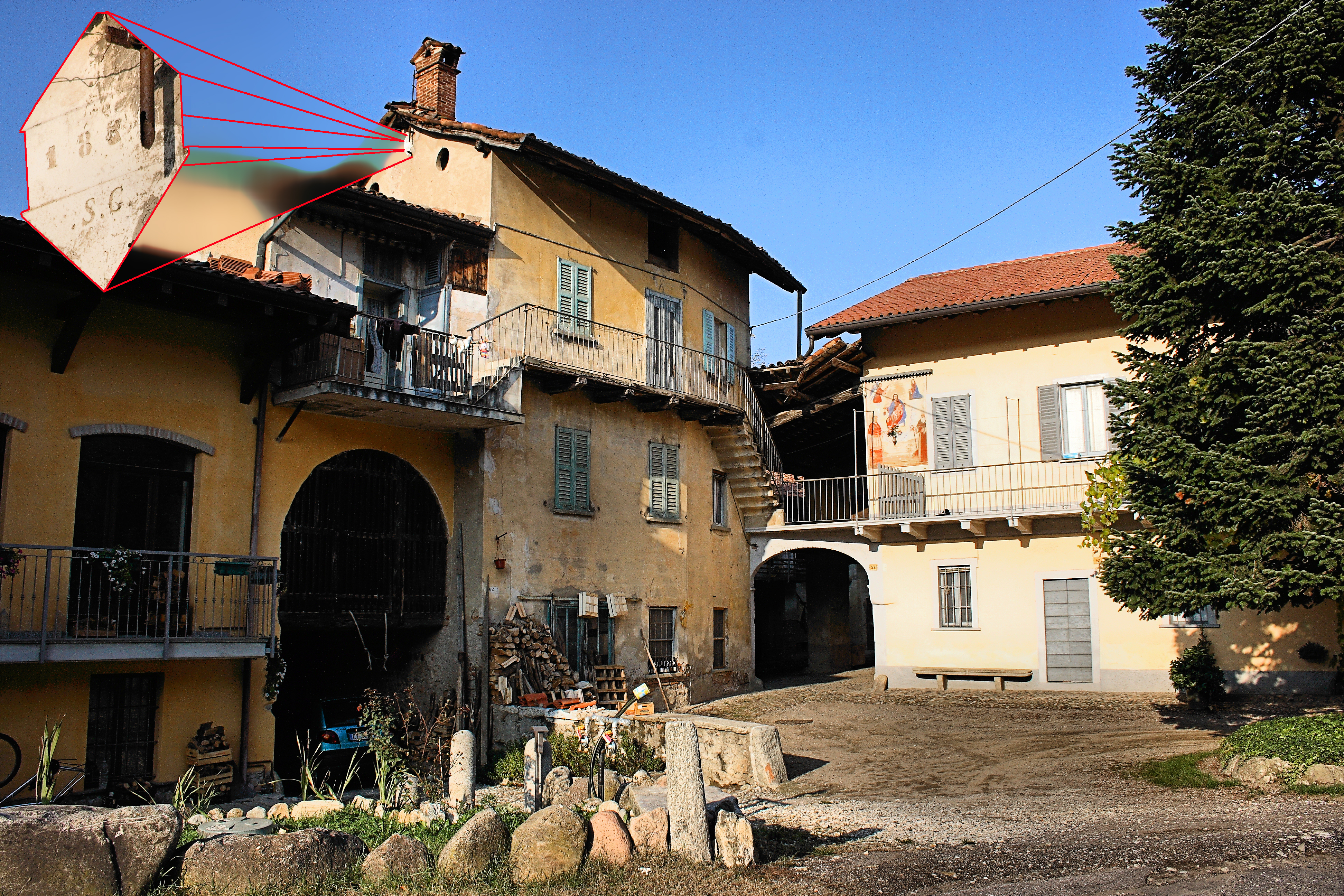
Le case dei Mulini (macina delle farine e segheria).
Nel riquadro la data del 1886.

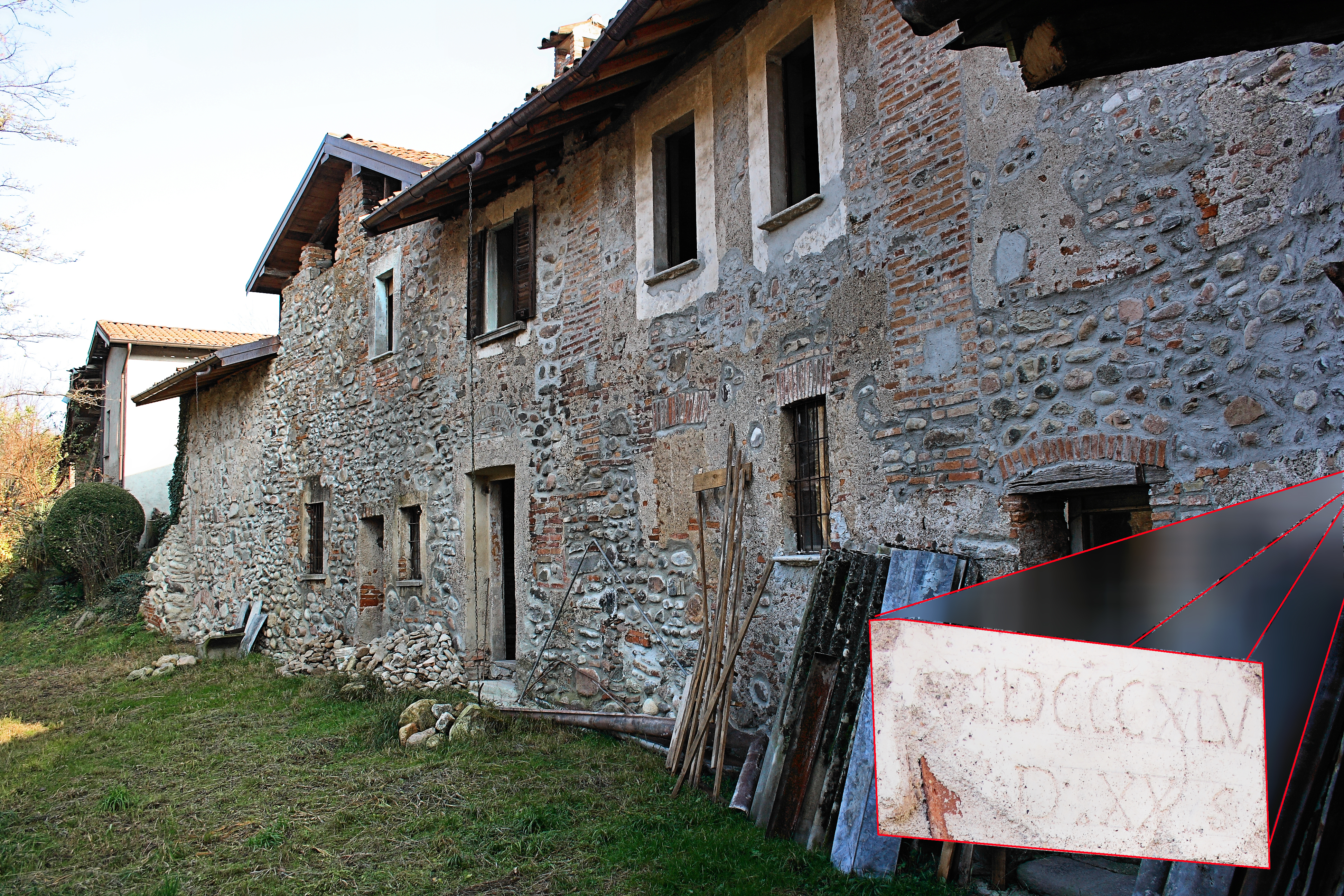
Interno dei Mulini, dove un tempo scorreva la roggia. Nel riquadro la data del 1845.

Dell'esistenza di "rogge molinare" site in corrispondenza della stessa località ad oggi riconducibile ai Mulini di Gurone esiste già traccia in un documento redatto nella prima metà del Duecento e nel quale, oltre ad esservi registrato l'atto di vendita di un terreno, ne viene specificato che lo stesso si trova locato ad est della chiesa di Bizzozero ed a nord della "via Mulinariorum". Del resto, e vista la quasi concomitante citazione nei medesimi documenti sull'esistenza dei due nuclei abitati (Gurone e Bizzozero) più vicini ed esso, rimane difficile credere che nel Medioevo gli abitanti delle sponde di una valle attraversata da un fiume potessero preferire un sistema diverso da quello di un mulino ad acqua per macinarvi le proprie farine.
Di una vera e propria costruzione, comunque, si trova un primo riferimento su una mappa delle Pieve di Varese risalente al XVI secolo dove, con la stessa cura con cui furono segnate le posizioni degli altri centri abitati, figura anche una “Cà Molinara” posta sullo stesso luogo dove oggi sorgono gli attuali mulini.

Nel 1608 risultano muniti di quattro “ordigni da farina” (ruote idrauliche), “una folla da panno” (manifattura di tessuti) ed “una pila” (lavorazione e pulitura del riso).
Dei Molini o Mulini, vi sono documenti del Catasto Teresiano che nel 1722 ne attestano la proprietà dei conti di Bizzozero ed esiste una "Relazione Raggi" che nello stesso anno specifica che essi erano due (oltre a quelli malnatesi e di Vedano) e definisce in Gaspare Bizzozero l'esatto nome del proprietario. Inoltre e seppur nel documento redatto nell'anno seguente si possano nutrire dubbi sul fatto che "Molinate" possa essere riferito a Malnate piuttosto che agli stessi Mulini guronesi, in un documento risalente al 1751 del Compartimento del Ducato di Milano viene specificata l'appartenenza del "Molino Bizozzero" al Comune di Gurone.

Dello stesso secolo sono anche le fonti indicanti le strutture dei mulini e di cui una, oltre a macinare il grano, effettuava anche la lavorazione dei semi di ravizzone, cosa per lungo tempo effettuata anche dai mulini esistenti nella vicina località delle Fontanelle.
Riasalenti al XIX secolo sono invece le date tuttora incise tra le calci delle case probabilmente ricostruite od ampliate su quelle preesistenti e tra loro; due di esse sono piuttosto significative: 1845, posta all'interno delle stesse ma ancora visibile accedendo ai ponteggi della roggia che un tempo ne alimentava le diverse ruote e 1886, quest'ultima visibile anche dall'esterno.
Su entrambe sono ancora leggibili anche le iniziali dei capofamiglia che, oltre ad esserne stati i proprietari per circa 150 anni, vi lavorarono personalmente: i Sonzini.
Il Catasto Cessato Lombardo del XIX secolo conferma l'utilizzo dei due mulini per la macina del grano e dei semi oleosi, mentre nel 1873 ad essi risultava unito un ulteriore impianto di filatura del cotone.
Nella stessa valle dei mulini, zona che fino alla fine degli anni ottanta consistette in molto di più di una semplice installazione di mulini ad acqua, risultano essere esistite anche due concerie rispettivamente locate agli allora numeri civici 20 e 24.

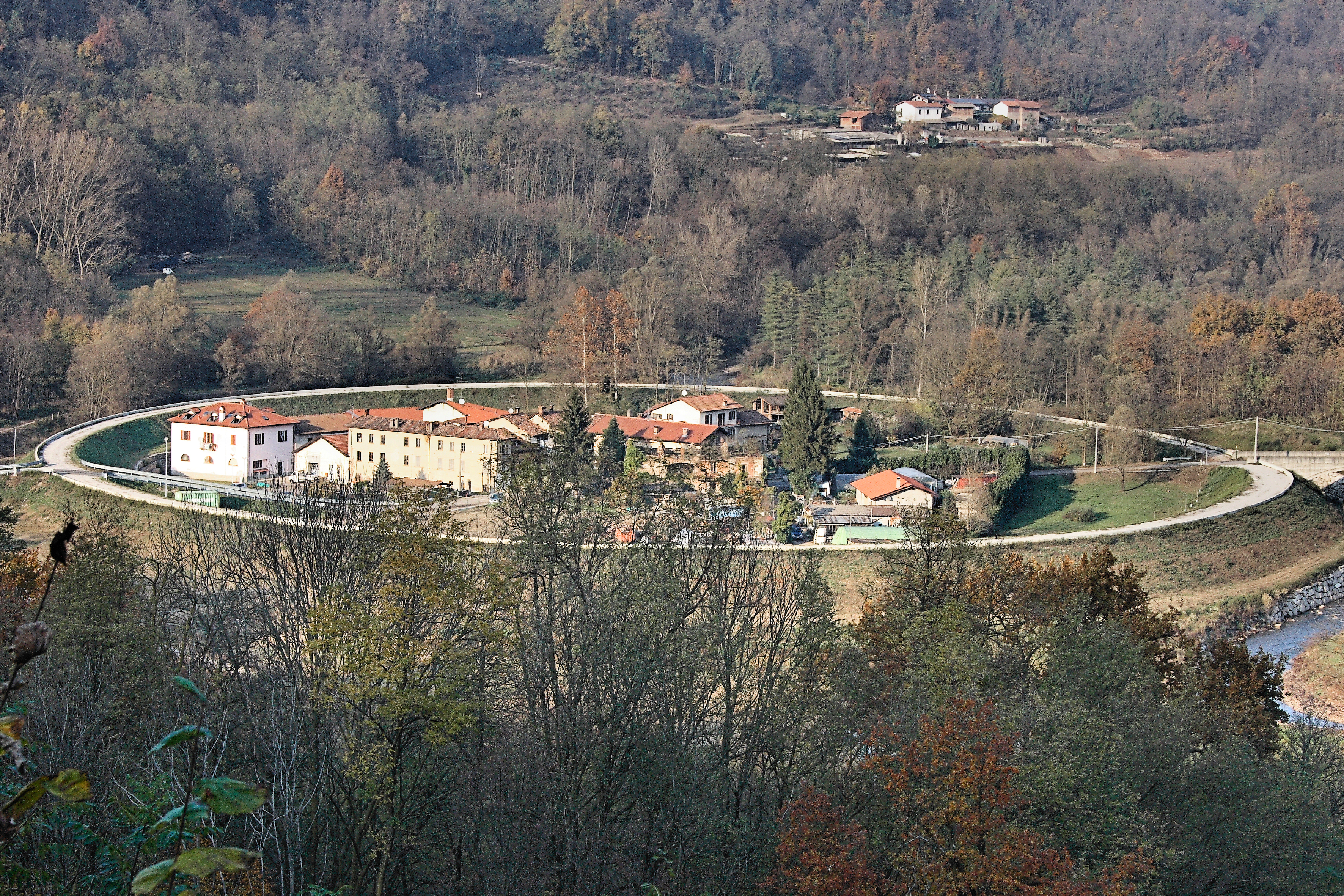
Panoramica dei Mulini di Gurone ripresi dalla "Malcollina", oggi protetti da una diga. Sullo sfondo la cascina di via dei Vignò e sita in Bizzozero, Varese.

Ma il fiume, seppur per molte generazioni della zona sia sempre stato fonte di lavoro e ricchezza, fu spesso anche la causa delle molte alluvioni che nel corso dei secoli hanno colpito le zone industriali della bassa Valle Olona; tra le esondazioni più disastrose ci furono anche quelle che determinarono la chiusura definitiva della cartiera Vita Mayer e del tratto inferiore della Ferrovia della Valmorea.

Sul finire del Novecento e dopo le ennesime devastazioni del 13 settembre 1995 e del novembre 2002, si rese indispensabile procedere con la costruzione della diga destinata a proteggere dalle esondazioni i territori più a valle e, dopo quasi un ventennio di progettazioni e petizioni contrarie degli abitanti dei Mulini, nel 2010 è entrata in funzione una diga a vasche di laminazione in grado di regolare la portata del fiume e salvaguardare i comuni interessati. Lo sbarramento (sito a valle dei mulini) è stato progettato per contenerne le piene innalzando il livello dell'acqua fino a riempire un invaso di 40 ettari che, circondando gli argini costruiti attorno ai mulini, forma un bacino temporaneo di 1.570.000 metri cubi d'acqua. Detto bacino, (perdurante solo nel periodo della laminazione) sommerge quasi tutta la zona circostante e trasforma in un'isola la zona abitata dei Mulini.

### Fornaci e filature
Nella parte nord delle attuali costruzioni dei mulini ed attigua ad una di esse, sorgeva un tempo la filatura Varenna oggi distrutta. Costruita prima del 1857 ed in seguito ristrutturata ed ampliata per diventare uno stabilimento di concimi chimici nel 1920, venne infine abbandonata verso l'inizio degli anni quaranta. Essa sorgeva ad est del corso del fiume mentre, con le mura ad occidente ne costeggiava le acque per essere in grado di attingerle e poterle utilizzare nelle sue lavorazioni industriali.
Più ad est, verso l'attuale numero 38 di via dei Mulini, nell'Ottocento sorsero le due fornaci guronesi destinate alla cottura dei materiali laterizi ottenuti dallo scavo dell'argilla, una materia prima molto diffusa tra i vari depositi sedimentari esistenti nella vallata circostante.
Negli anni venti la più piccola delle due fornaci fu ricornvertita in macina delle ossa destinate alla farrbicazione dei concimi organici Vitalba e manifatture di bottoni o puntali d'ombrello e, dopo alcuni passaggi di proprietà, vide cessare le sue attività verso l'inizio degli ottanta e prima di essere definitivamente abbattuta negli anni novanta. Questa struttura, sino alla fine dotata della caratteristica ciminiera da fornace fu, a causa dell'intenso odore derivato dalle lavorazioni organiche, dai guronesi soprannominata "ul Spuzù".
Della più grande delle due fornaci invece, che fu costruita ancora più ad est della prima e quasi in prossimita delle pendici del paese, si ricorda solo che era molto più grande e con una ciminiera molto più alta. Quest'ultima risulta essere stata abbattuta già negli anni cinquanta e con le sue macerire vennero riempite e bonificate alcune delle marcite circostanti.

### La stazione di Bizzozero - Gurone

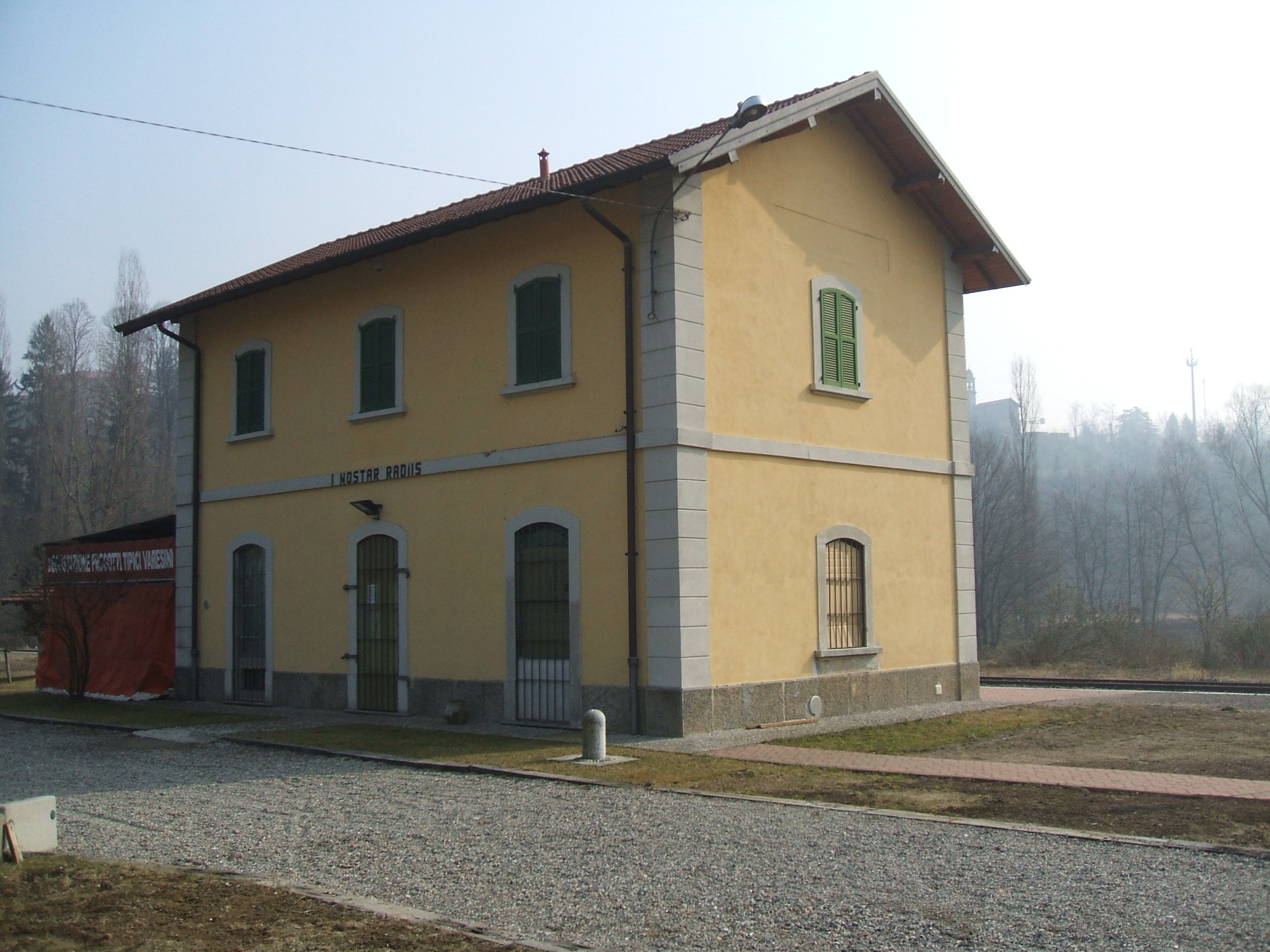
La stazione di Malnate vista dal lato occidentale ed oggi ristrutturata.

Al di là del fiume e quasi in corrispondenza longitudinale della filatura Varenna, sorgeva, lungo il tratto abbandonato della Ferrovia della Valmorea, la stazione di Bizzozero-Gurone che, pur essendo locata nel territorio di Bizzozero, costituì durante il suo funzionamento un importante nodo di collegamento per le persone e le merci lavorate lungo tutta la valle dei mulini.

Costruita su pianta simile a quella di Malnate, era dotata di un raddoppio dei binari per permettere l'incrociare dei convogli che giungevano dalle due direzioni ed un breve tratto di binario morto. Abbandonata subito dopo il termine del servizio ferroviario ed in seguito adibita ad abitazione privata fino all'inizio degli anni settanta, fu abbattuta subito dopo.

Qualche decina di metri più a sud esiste ancora il Casello 10 della stessa ferrovia e tuttora posto in corrispondenza del confine tra Gurone e Bizzozero. Veniva utilizzato per manovrare le sbarre sulla strada che, prima alla costruzione della diga, attraversava un ponte ad arco costruito tra la via Mulini dalla parte di Gurone e via Cervinia al di là del fiume. Oggi il casello è gestito da Legambiente.

### La valle più a sud
A sud dei mulini e quasi in corrispondenza della nuova diga, il corso del fiume un tempo formava un'ampia ansa che, partendo dal fondo della pendice di Bizzozero e dirigendosi verso est, giungeva quasi a lambire la prossimità della collina guronese nei pressi dell'ultimo tratto di via Fontanelle (anche conosciuta come strada provinciale varesina) per poi ripiegare verso il territorio lozzese e ritornare verso l'attuale corso del fiume prima di raggiungere la zona a nord della località chiamata Ponte di Vedano.

Da quest'ultima parte del territorio guronese ed alimentata dalle acque che formavano quest'ansa, aveva inizio una seconda roggia che, scorrendo di fianco alla strada che collega Gurone a Vedano era destinata a far girare le ruote del Mulino delle Fontanelle e veniva utilizzata dall'allora Conceria Grammatica.

## Infrastrutture e trasporti
La stazione di Bizzozero-Gurone, attivata nel 1915, era posto lungo la ferrovia di Valmorea; privata del traffico passeggeri nel 1938, fu soppressa definitivamente l'anno successivo.